# Ел Връзки
еЛ връзки (оригинално заглавие на английски: The L Word) е американско-канадски сериал, продуциран от Showtime, и разказващ за живота на група лесбийки и бисексуални жени, и транссексуалната Макс, и техните приятели, семейства и интимни връзки. Действието се развива в Западен Холивуд, Калифорния в околностите на Лос Анджелис. Сериалът официално се излъчва в САЩ от 2004 до 2009 и е съставен от 6 отделни сезона. Излъчването на сериала в България стартира през 2008 и са излъчени сериите до пети сезон включително.

## Екип
Ел Връзки е създаден по идея на изпълнителния продуцент Айлин Чайкън, която е работила по сериала „Свежият принц от Бел-Еър“ с Уил Смит и филма „Бодлива тел“ с Памела Андерсън. Други изпълнителни продуценти са Стийв Голин („Да бъдеш Джон Малкович“ и „Блясъкът на чистия ум“) и Лари Кенар („Бръснарницата“). Освен Чайкън други редовни сценаристи са Гуинивър Търнър („Американски психар“ и „Go Fish“) и Роуз Троче („Go Fish“ и „Два метра под земята ООД“).

## Продукция
Пилотният епизод е излъчен на 18 януари 2004. Официалният край на Ел Връзки е на 8 март 2009, след общо 6 сезона и 70 епизода. Извън САЩ сериалът се разпространява от MGM Worldwide Television. Въпреки че действието в Ел Връзки се развива в Калифорния, сериалът се снима изцяло във Ванкувър, Канада в Coast Mountain Films Studios, които преди това са познати като Dufferin Gate Studios Vancouver. Студиото някога е било собственост на Dufferin Gate Productions, дъщерната компания на Temple Street Productions, канадският продуцент на американската версия на „Queer as Folk“.

## Заглавието
Първоначалното кодово название на проекта е Ъртлингс (Earthlings) – рядко използван термин за лесбийки. 
Всъщност фразата, която съставя оригиналното заглавие на сериите на английски, което не е директно преведено на български (българският превод стъпва отчасти върху английското заглавие с еЛ в L от заглавието и връзки, заради темата за връзките, например в диаграмата на Алис Пиезеки) е „the L word“, тоест „еЛ думата“, което е псевдоним за лесбийки, датиращ от пиесата от 1981 My Blue Heaven на Джейн Чамбърс, в която един от героите казва: „You're really ...? The L-word? Lord God, I never met one before.“

## Сезони

### Сезон 1
Първи сезон от Ел Връзки дебютира в Щатите на 18 януари 2004 по частния кабелен канал Showtime и включва 13 епизода, в които са изградени няколко преплитащи се една в друга основни сюжетни линии. Развиващ се в Западен Холивуд, сериалът първо ни запознава с Бет Портър и Тина Кенард, които са заедно от 7 години и искат да имат дете. Тина забременява чрез изкуствено осеменяване, но преживява спонтанен аборт в епизод 1.09 „Luck, next time“. Бет започва любовна авантюра с Кандис Джуъл, за която Тина научава в края на сезона.
В пилотния епизод е представена историята на Джени Шектър, която се пристига в града, за да живее със своя приятел и съсед на Бет и Тина Тим Хаспъл. Тя попада в любовен триъгълник, включващ Марина Ферер, съдържателката на местното кафене „Планета“, и част от приятелския кръг на Бет и Тина. Джени извървява пътя към осъзнаването си като лесбийка, преминаващ през множество емоционални преживявания с годеника си (по-късно съпруг) Тим и новата си любов Марина. Друг главен персонаж представен още в началото на сериала е Шейн Маккъчън, хиперсексуална андрогенна фризьорка, позната в общността като серийна сърцеразбивачка. Алис Пиазеки, женствена бисексуална журналистка постоянно търсеща любовта, а Дейна Феърбанкс е професионална тенисистка, която крие сексуалността си, раздирана от желанието си за професионални успехи и намирането на любовта. Дейна се влюбва в професионалния готвач Лара Пъркинс.

### Сезон 2
На 20 февруари 2005 по Showtime започва излъчването на втори сезон, който се състои от 12 епизода. Той започва с разкриването на тайната бременността на Тина, която е успяла да зачене след второто изкуствено оплождане. Тина започва да се среща с Хелена Пийбоди, докато животът на Бет е пълна развалина – злоупотреба с алкохол, проблеми в работата, смъртта на баща ѝ и уволнението ѝ от галерията в края на сезона 2.12 „L'Chaim“. Марина не се връща в този сезон, а кафене „Планета“ става собственост на полусестрата на Бет Кит.
Новите персонажи във втори сезон са Кармен де ла Пика Моралес, уверен диджей, която става част от любовен триъгълник с Шейн и Джени; Хелена Пийбоди, богатата наследница на меценатската фамилия Пийбоди; и Марк Уейланд, документалист, който живее под един покрив с Шейн и Джени. Марк включва своите съквартирантки в най-новия си документален филм, поставяйки скрити камери из цялата къща и снима живота им без тяхното знание и съгласие. В епизода 2.09 „Late, Later, Latent“ Джени открива част от записите на Марк и научава истината за чувствата на Кармен.
През този сезон се развива любовната връзка между Алис и Дейна, за която останалите разбират в епизода 2.07 Luminous. В епизода 2.11 „Loud and Proud“ става ясно, че Джени е имала тежко детство, спомените от което изплуват постепенно и водят до самонараняване, чийто пик е в края на сезона.

### Сезон 3
Излъчването на трети сезон, който се състои от 12 епизода, започва на 8 януари 2006. Той започва 6 месеца след раждането на дъщеричката на Бет и Тина Анджелика. Двете са разделени, а Тина живее с Хенри. Новите персонажи в сериала са Мойра Суийни, която в началото е представена като новата приятелка на Джени, и Ангъс Патридж, който е нает да се грижи за Анджелика, а впоследствие се залюбва с Кит. Суийни започва преходът си от жена към мъж и сменя името си на Макс. Героинята на Ерин Даниълс Дейна се разболява от рак на гърдата и въпреки борбата със заболяването в крайна сметка тя умира.
Сюжетната линия на Хелена се измества от опонент на Бет към включването ѝ в общ приятелски кръг. Хелена придобива филмово студио, в което по-късно Тина започва работа. Пийбоди започва връзка с документалистката Дилън Морленд. Интимните им отношения завършват с дело за сексуален тормоз на работното място, което кара майка ѝ, Пеги Пийбоди, да я лиши от парите на семейството. Шейн задълбочава връзката си с Кармен и ѝ предлага да се оженят. Персонажът на Сара Шейхи, Кармен напуска Ел Връзки след като Шейн я оставя сама на олтара.

### Сезон 4
Четвърти сезон е основно фокусиран около събитията в Калифорнийския университет, където Бет започва работа. В тази връзка е и появата на Сибил Шепърд в сериала в ролята на Филис Крол, ректор на Калифорнийския университет. Други нови участия за този сезон са на носителката на Оскар Марли Матлин, Кристана Локън, Роуз Ролинс, Джесика Капшоу и Джанина Гаванкар, а Анабела Шора е гостуваща звезда, играеща филмовия директор Кейт Ардън.
Премиерата на четвърти сезон в САЩ е на 7 януари 2007. 

### Сезон 5
В пети сезон ТВ-разказът продължава да бъде фокусиран върху случващото се в и около Калифорнийския университет, където Бет е декан, като се появява и дъщерята на Филис – Моли (в ролята Клементин Форд). Друга основна наративна линия е тази около Папи – Ева Торес (в ролята Джанина Гаванкар). Други нови участия са тези на Кейт Френч, която играе Ники Стивънс – новата приятелка и гадже на Джени, както и актриса във филма, който е режисиран от Джени и се снима по книгата ѝ.
Петият сезон има премиера в САЩ на 6 януари 2008.

### Сезон 6
Последният шести сезон на еЛ връзки има по-малко на брой серии, едва 8 в сравнение на стандартните 12 от предните сезони, като обяснение за неговата краткост, както и защо е последен е дадено с думите "[еЛ уърд и без това е] надхвърлил своята ниша на гей шоу" (според Робърт Грийнблат, директор на Шоутайм). Нови участия в шести сезон включва Елизабет Бъркли в ролята на Кели Уентуърт, стара любов на Бет от университета Йейл.
Шести сезон има премиера на 18 януари 2009.

## Актьорски състав
| Актриса / артьор | Роля                      | Сезон (гостува) |
| ---------------- | ------------------------- | --------------- |
| Дженифър Бийлс   | Бет Портър                | 1—6             |
| Лоръл Холоуман   | Тина Кенард               | 1—6             |
| Миа Киршнър      | Джени Шектър              | 1—6             |
| Катрин Мениг     | Шейн Маккъчън             | 1—6             |
| Лейша Хейли      | Алис Пиезеки              | 1—6             |
| Пам Гриър        | Кит Портър                | 1—6             |
| Карина Ломбард   | Марина Ферер              | 1 (4) (6)       |
| Ерин Даниълс     | Дейна Феърбанкс           | 1–3 (4)         |
| Ерик Мабиус      | Тим Хаспъл                | 1 (2) (3) (6)   |
| Рейчъл Шели      | Хелена Пийбоди            | 2—6             |
| Джанина Гаванкар | Папи – Ева Торес          | 4 (5) (6)       |
| Даниела Сий      | Макс Суийни, екс Мойра    | 3—6             |
| Сара Шейхи       | Кармен де ла Пика Моралез | 2–3 (6)         |
| Далас Робъртс    | Ангъс Партридж            | 3–4 (6)         |
| Сибил Шепърд     | Филис Крол                | 4—6             |
| Марли Матлин     | Джоди Лърнър              | 4—6             |
| Роуз Ролинс      | Таша Уилямс               | 4—6             |
| Ерик Лайвли      | Марк Уейвланд             | 2               |

## Графиката
Графиката (на английски: The Chart) е изработена от Алис Пиезеки и показва връзките между различните героини в сериала. В центъра на графиката са всички основни персонажи, които с течение на сериала имат романтични и сексуални връзки с все повече героини, а някои от линиите между тях дори се пресичат. Алис Пиезаки прави тази схема първоначално на бяла дъска на стената в своята стая, а по-късно я качва на уеб-сайт, който се превръща в нещо като „социална мрежа“. Всъщност в началото идеята на сценаристите е Схемата да е татуирана на гърба на Кит Портър, но след като се решава образът на Кит да бъде хетеросексуален Схемата е дадена на Алис.

## Награди и номинации
| Година | Организация                        | Награда                                    | Резултат   | За                                                                      |
| ------ | ---------------------------------- | ------------------------------------------ | ---------- | ----------------------------------------------------------------------- |
| 2006   | GLAAD                              | Най-добър драматичен сериал                | печели     | Ел Връзки                                                               |
| 2005   | Satellite Awards                   | Най-добра актриса в драматичен сериал      | печели     | Лоръл Холоуман                                                          |
| 2005   | Mixed Media Watch Image Awards     | Най-добър драматичен сериал                | печели     | Ел Връзки                                                               |
| 2005   | Mixed Media Watch Image Awards     | Почетен носител                            | печели     | Дженифър Бийлс                                                          |
| 2005   | First Americans In the Arts Awards | Поддържаща роля в телевизионен сериал      | печели     | Карина Ломбард                                                          |
| 2008   | NAACP Image Awards                 | Главна женска роля в драматичен сериал     | номинирана | Дженифър Бийлс                                                          |
| 2008   | NAACP Image Awards                 | Поддържаща женска роля в драматичен сериал | номинирана | Пам Гриър                                                               |
| 2007   | NAACP Image Awards                 | Главна женска роля в драматичен сериал     | номинирана | Дженифър Бийлс                                                          |
| 2007   | NAACP Image Awards                 | Поддържаща женска роля в драматичен сериал | номинирана | Пам Гриър                                                               |
| 2007   | GLAAD                              | Най-добър драматичен сериал                | номиниран  | Ел Връзки                                                               |
| 2005   | Satellite Awards                   | Най-добра актриса в драматичен сериал      | номирана   | Дженифър Бийлс                                                          |
| 2005   | Satellite Awards                   | ДВД издание на телевизионно шоу            | номиран    | „The L Word – The Complete Second Season“                               |
| 2005   | LEO Awards                         | Най-добър монтаж                           | номиран    | Лиза Джейн Робинсън за „Limb from Limb“                                 |
| 2005   | LEO Awards                         | Най-добро музикално оформление             | номирани   | Тони Горт, Грег Стюърт, Майкъл Томас и Роджър Морис за „Limb from Limb“ |
| 2005   | LEO Awards                         | Най-добър музикален монтаж                 | номирани   | Роджър Морис и Тони Горт за „Limb from Limb“                            |
| 2005   | NAACP Image Awards                 | Поддържаща женска роля в драматичен сериал | номинирана | Пам Гриър                                                               |
| 2005   | GLAAD                              | Най-добър драматичен сериал                | номиниран  | Ел Връзки                                                               |
| 2005   | Emmy Awards                        | Най-добро гост участие в драматичен сериал | номиран    | Ози Дейвис (посмъртно)                                                  |

## Музика
Както много други сериали, така и „Ел Връзки“ залага изключително много на музиката. Сериалът е известен с подбора на основно некомерсиална и независимо издавана музика, но въпреки това има и значителен брой известни музиканти, чиято музика може да бъде чута. Сред най-известните това са Goldfrapp, Peaches, Ladytron, Тигън и Сара, Фейст, Gossip, Sleater-Kinney и Мартина Топли-Бърд. Музикалният подбор и оформление са задача на Елизабет Зиф, по-известна като EZgirl, от американската рок група Betty. С изключение на първи сезон във всички останали сезони песента от шапката на „Ел Връзки“ „The L Word Theme“ се изпълнява от Betty. В първи сезон музиката към шапката е на Дон Гегнън.
До този момент са издадени четири официални саундтрака съпътстващи Ел Връзки. Три от тях включват само музика, която е била използвана в сериала, а един – музика вдъхновена от него.

### Сезон 1
1. The Murmurs – „Genius“
2. Lucinda Williams – „Right In Time“
3. Ella Fitzgerald – „Let's Do It, Let's Fall in Love“
4. Fantcha – „Sol Ja Camba“
5. Joan Armatrading – „The Weakness In Me“
6. Connie Francis – „Everybody's Somebody's Fool“
7. Shelley Campbell – „Drivin' You“
8. The Be Good Tanyas – „In Spite of the Damage“
9. Rufus Wainwright – „Hallelujah“
10. Kinnie Starr – „Alright“
11. Jason Collett – „Blue Sky“
12. Marianne Faithful – „The Pleasure Song“
13. Joseph Arthur – „In The Sun“
14. Frances Faye – „Frances and Her Friends“

### Сезон 2
1. Dusty Springfield – „Just a Little Lovin'“
2. Feist – „Lonely Lonely“
3. The Organ – „Brother“
4. Ladytron – „Playgirl“
5. Martina Topley-Bird – „Llya“
6. Heart – „No Other Love“
7. Grandadbob – „Mmmmnn“
8. Shawn Colvin – „Sunny Came Home“
9. Le Tigre – „On the Verge“
10. Iron & Wine – „Naked As We Came“
11. Dirtmitts – „Get On (DJ Lester Remix)“
12. Betty – „It Girl“
13. Shirley Bassey and awayTEAM – „Where Do I Begin“
14. Jane Siberry – „Love is Everything (Harmony Version)“
15. Pam Grier & Betty – „Some Kind of Wonderful“ (бонус)
16. Betty – „The L Word Theme“ (бонус)

### Сезон 3
- CD 1

1. Telepopmuzik – „Don't Look Back“
2. Tegan and Sara – „Love Type Thing“ (Live On Show)
3. Tracy Bonham – „Naked“ (Live On Show)
4. Jahna – „Flower Duet From Lakme“ (Live On Show)
5. D'Angelo – „Feel Like Makin' Love“
6. Nona Hendryx, Pam Grier, Betty – „Transformation“ (Live On Show)
7. Cory Lee – „The Naughty Song (Extended)“
8. Catlow – „Kiss The World“
9. Sleater-Kinney – „Jumpers“ (Live On Show)
10. Magneta Lane – „The Constant Lover“
11. The Gossip – „Standing In The Way Of Control (Le Tigre Remix)“
12. Betty – „Jesus“
13. Shivaree – „I Will Go Quietly“

- CD 2

1. Lorraine Lawson – „Rules Of The Game“
2. Tegan and Sara – „Love Type Thing“ (Live On Show)
3. Frazey Ford – „In My Time Of Dying“
4. Maggie Moore & Yvette Narlock – „Lady Loves Me“
5. Eldorado – „Jaded Julie“
6. TraLaLa – „All Fired Up“
7. Tracy Bonham – „Whether You Fall“
8. Esthero – „I Drive Alone“
9. Tegan and Sara – „So Jealous“
10. Amy Cook – „Million Holes In Heaven“
11. Neko Case & Her Boyfriends – „Porchlight“

### L Tunes: Music from and inspired by The L Word
1. Kirsten Price – „Magic Tree“
2. Goldfrapp – „Ride A White Horse“
3. Fiona Apple – „Sleep To Dream“
4. Prototypes – „Je Ne Te Connais Pas“
5. Johnny Boy – „15 Minutes“
6. Pink – „Long Way To Happy“
7. Kelis – „Living Proof“
8. Da Brat с участието на Cherish – „In Luv Wit Chu“
9. PJ Harvey – „Down By The Water“
10. Nina Simone – „Do I Move You (Version II)“
11. Tori Amos – „A Sorta Fairytale“
12. The Cliks – „Complicated“
13. Peaches – „Boys Wanna Be Her“
14. Betty – „Barnyard“

## Международно разпространение
| Държава                | Телевизия                   | От кога           |
| ---------------------- | --------------------------- | ----------------- |
| Австралия              | Channel Seven / Movie Extra | 1 март 2006       |
| Аржентина              | Warner Channel              | 23 юли 2006       |
| Аруба                  | Warner Channel              | 23 юли 2006       |
| Барбадос               | Warner Channel              | 23 юли 2006       |
| Белгия                 | VT4 / VijfTV                | 28 септември 2005 |
| Боливия                | Warner Channel              | 23 юли 2006       |
| Бразилия               | Warner Channel              | 23 юли 2006       |
| България               | Fox Life                    | 17 юли 2008       |
| Венецуела              | Warner Channel              | 23 юли 2006       |
| Гватемала              | Warner Channel              | 23 юли 2006       |
| Германия               | PRO7                        | 1 април 2008      |
| Гърция                 | Alpha TV                    | ???               |
| Дания                  | TV3                         | 7 юни 2005        |
| Доминиканска република | Warner Channel              | 23 юли 2006       |
| Еквадор                | Warner Channel              | 23 юли 2006       |
| Израел                 | YES+                        | 15 май 2005       |
| Ирландия               | Channel 6                   | 18 май 2007       |
| Исландия               | Skjar Einn                  | 3 май 2006        |
| Испания                | Canal +                     | 11 януари 2007    |
| Италия                 | Jimmy / La7                 | 5 май 2005        |
| Канада                 | Showcase / Movie Central    | 21 февруари 2005  |
| Колумбия               | Warner Channel              | 23 юли 2006       |
| Коста Рика             | Warner Channel              | 23 юли 2006       |
| Литва                  | Tango TV                    | ???               |
| Малта                  | UK Living                   | 15 юни 2005       |
| Мексико                | Warner Channel              | 23 юли 2006       |
| Никарагуа              | Warner Channel              | 23 юли 2006       |
| Нова Зеландия          | TV2 / Prime                 | 12 декември 2005  |
| Норвегия               | TV3                         | 15 август 2005    |
| Великобритания         | Living TV                   | 15 юни 2005       |
| Панама                 | Warner Channel              | 23 юли 2006       |
| Парагвай               | Warner Channel              | 23 юли 2006       |
| Перу                   | Warner Channel              | 23 юли 2006       |
| Полша                  | FOX Life                    | ???               |
| Португалия             | FOX Life                    | 31 август 2005    |
| Русия                  | MTV                         | 29 декември 2005  |
| Салвадор               | Warner Channel              | 23 юли 2006       |
| Сейнт Лусия            | Warner Channel              | 23 юли 2006       |
| Словения               | Kanal A                     | ???               |
| Суринам                | Warner Channel              | 23 юли 2006       |
| Сърбия                 | FOX Life                    | ???               |
| САЩ                    | Showtime                    | 20 февруари 2005  |
| Унгария                | Cool TV                     | 19 ноември 2006   |
| Уругвай                | Warner Channel              | 23 юли 2006       |
| Финландия              | SubTV                       | 5 декември 2005   |
| Филипини               | 2nd Avenue / Velvet         | ???               |
| Франция                | Canal +                     | 19 юли 2006       |
| Нидерландия            | RTL5                        | 4 юни 2006        |
| Чили                   | Warner Channel              | 23 юли 2006       |
| Швейцария              | TSR 1                       | 1 юни 2008        |
| Република Южна Африка  | MNET                        | 18 октомври 2005  |
| Япония                 | Channel 72                  | 6 март 2005       |

## „Ел Връзки“ в България
Ел връзки започва излъчването си в България на 17 юли 2008 по Fox Life, а от 6 август 2009 започва излъчването на четвърти сезон. Пети сезон започна на 9 април 2010, всеки петък от 21:55. Дублажът е на студио Доли. През различните сезони съставът на озвучаващите гласове търпи промени. Артисти, които озвучават в сериала са Йорданка Илова, Силвия Русинова в първи сезон, Ралица Ковачева-Бежан, Янина Кашева, Биляна Петринска, Лидия Михова, Десислава Знаменова в пети сезон, Станислав Димитров, Иван Танев, Виктор Танев и Ивайло Велчев в пети сезон.